# Hemisus marmoratus
Hemisus marmoratus es una especie de anfibio anuro de la familia Hemisotidae.

## Distribución geográfica
Esta especie habita en África subsahariana hasta 1850 m de altitud en sabanas de pastizales. Se ha observado en Senegal, Gambia, Guinea-Bissau, Burkina Faso, Ghana, Togo, Benín, Nigeria, Camerún, Chad, República Centroafricana, Etiopía occidental, Eritrea occidental, sur de Somalia, Kenia, Tanzania, Malawi, Mozambique, Suazilandia, noreste de Sudáfrica, Zimbabue, Zambia y Namibia.
Hay una población aparentemente aislada al sur del lago Tana en Etiopía.

## Descripción
Los machos miden de 22 a 34 mm y las hembras de 37 a 49 mm.

## Taxonomía
La subespecie Hemisus marmoratus sudanensis puede ser una especie distinta.

## Publicación original
- Peters, 1854 : Diagnosen neuer Batrachier, welche zusammen mit der früher (24. Juli und 17. August) gegebenen Übersicht der Schlangen und Eidechsen mitgetheilt werden. Bericht über die zur Bekanntmachung geeigneten Verhandlungen der Königlich preussischen Akademie der Wissenschaften zu Berlin, vol. 1854, p. 614-628[5]